# Sauvian
Sauvian är en kommun i departementet Hérault i regionen Occitanien i södra Frankrike. Kommunen ligger i kantonen Béziers 4e Canton som tillhör arrondissementet Béziers. År 2022 hade Sauvian 5 498 invånare.

## Befolkningsutveckling
Antalet invånare i kommunen Sauvian
Referens:INSEE